# Aleaume de Bournonville
Pour les articles homonymes, voir Bournonville (homonymie).
Pour les autres membres de la famille, voir Maison de Bournonville.
Aleaume de Bournonville, né en 1360 et mort à la bataille d'Azincourt le 25 octobre 1415 est un chef de guerre des armées bourguignonnes pendant la Guerre de Cent Ans, plus précisément pendant la guerre civile entre Armagnacs et Bourguignons. Il est issu d'un lignage noble de seigneurs du Boulonnais qui a donné plusieurs capitaines. Il possède la seigneurie de Bournonville et d'autres seigneuries du Boulonnais.
Frère aîné d'Enguerrand de Bournonville, il combat au service de son cousin le comte de Saint-Pol, dans les contingents du duc de Bourgogne. Il meurt à la bataille d'Azincourt, dans les rangs français, comme plusieurs autres membres de sa famille.

## Biographie

### Un lignage noble
Aleaume de Bournonville est issu de la famille de Bournonville, lignage noble de seigneurs implantés dans le Boulonnais et qui y possède de nombreuses seigneuries. Il est le fils aîné de Robert I de Bournonville (mort vers 1369) et de Jeanne de Cramailles (morte entre 1369 et 1373), fille de Jean seigneur de Cramailles. Son frère cadet est Enguerrand de Bournonville (vers 1368-1414) et son cousin germain est Lyonnel de Bournonville (v. 1390-1429). Par leur grand-mère Mahaut de Fiennes, ils sont tous trois les petits-neveux du connétable de France Robert de Fiennes.
Fils aîné, Aleaume hérite des biens de son père à sa mort, au plus tard en 1369. Il est alors mineur et est sous l'autorité d'un baillistre, qui gère ses biens, André de La Pierre, probablement un cousin d'Aleaume. Ensuite le bail d'Aleaume passe à son oncle Jean de Bournonville, seigneur de Rinxent. Ce bail s'arrête en 1375, Aleaume devenant majeur.

### Un seigneur du Boulonnais
Chef de la branche aînée, Aleaume est seigneur de Bournonville, Conteville et Lianne. Il donne cette dernière seigneurie à son frère cadet Enguerrand de Bournonville, qui prête hommage pour Lianne en 1403. Ce château, situé dans l'actuelle commune de Beaurainville, surplombe et surveille la Canche. Par l'étendue de ses fiefs, Aleaume de Bournonville fait partie de la catégorie supérieure des vassaux du comté de Boulogne.
En 1377-1379, Aleaume de Bournonville soutient un procès pour tenter de récupérer une partie de l'héritage de sa mère, Jeanne de Cramailles, notamment la seigneurie de Nouvion-le-Comte, mais il est débouté. En 1382, il entame un autre procès, dont on ne connaît pas l'issue, à propos de l'héritage de sa grand-mère, Clémence, dame de Chaulnes, dont il réclame une partie.
Aleaume semble avoir été clerc tonsuré avant son mariage, ce qui n'est pas exceptionnel. Il se marie avec Marie de Haverskerque, fille de Jean de Haversekerque, seigneur de Watten, et de Marie de Sandres.
Aleaume de Bournonville est impliqué dans deux affaires judiciaires de violences envers des personnes. Comme presque tous les délits commis par les membres de son lignage, il ne commet ces violences que dans le cadre géographique où il est enraciné, la Picardie au sens large. Cette violence exercée par un noble qui invoque l'honneur de son lignage se rencontre couramment.
En 1395, il est condamné par le Parlement pour avoir agressé et gravement blessé, avec l'aide de plusieurs membres de sa famille, deux écuyers. En 1410, il attaque le lieutenant du sénéchal de Ponthieu, Robert Polart, qui mourra plus tard de ses blessures. Cette dernière affaire est d'autant plus grave qu'Aleaume de Bournonville est accusé, en ayant frappé un officier, de s'être rebellé contre l'autorité royale. Au terme de la procédure judiciaire, en 1414, le Parlement le condamne à faire amende honorable, c'est-à-dire à s'humilier publiquement, à fonder une chapelle, à verser une indemnité à la veuve de Robert Polart, au bannissement et à la confiscation de ses biens. Il semble que cette décision n'a jamais été appliquée puisqu'on retrouve Aleaume de Bournonville à la bataille d'Azincourt l'année suivante.

### La guerre et la mort en famille
Dès 1380, Aleaume de Bournonville, écuyer, participe à ses premières campagnes militaires en compagnie de son oncle, Jean de Bournonville, chevalier, qui lui sert de mentor. Ils servent sous le commandement d'Enguerrand VII de Coucy, comte de Soissons.

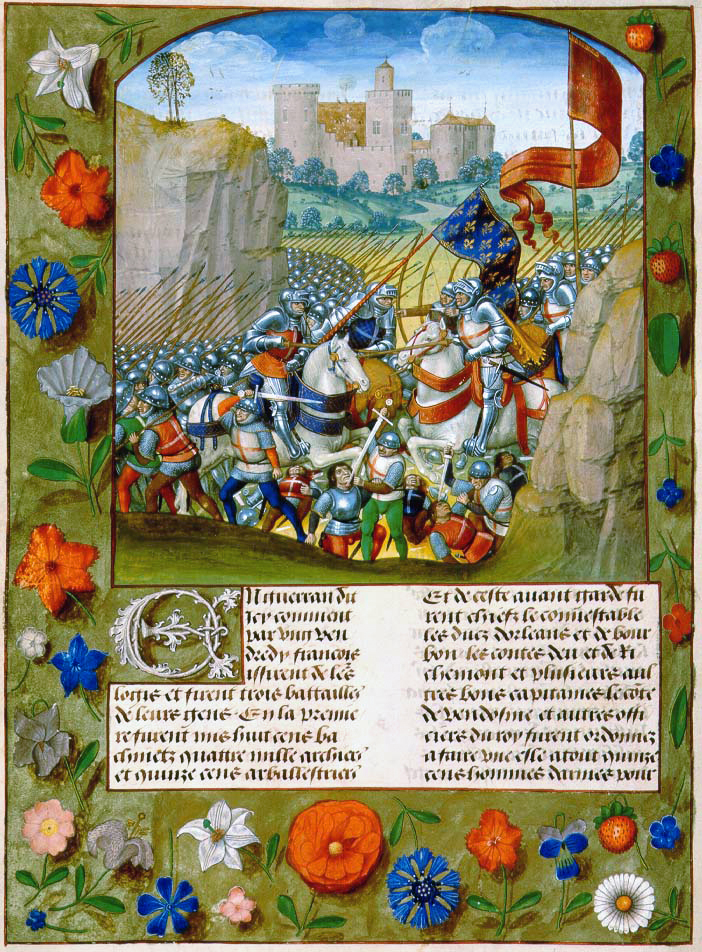
La bataille d'Azincourt (miniature extraite de la Chronique d'Enguerrand de Monstrelet, fin du XVe siècle)

Combattant en Flandre, il est adoubé en 1383 ou 1384. Dans le lignage de Bournonville, les aînés, comme Aleaume, son neveu Antoine, Louis, fils aîné d'Antoine, ou leur cousin Lyonnel, sont chevaliers alors que les cadets, comme Enguerrand, le père d'Antoine, ou Pierre, le second fils de celui-ci, sont seulement écuyers.
Avec son oncle Jean de Bournonville, il entre au service de leur cousin Waleran de Luxembourg, comte de Saint-Pol et ils sont intégrés dans son hôtel. Comme les documents l'attestent en 1392 et en 1398, ils servent ensuite fréquemment sous l'autorité de Waleran de Luxembourg, d'autant plus que ce dernier est plusieurs fois capitaine général de Picardie pour le roi de France.
Contrairement à son frère Enguerrand, qui est directement au service de Philippe Le Hardi, puis de Jean sans Peur, Aleaume ne sert le duc de Bourgogne que parce qu'il est un parent et serviteur du comte de Saint-Pol qui devient un conseiller du duc de Bourgogne à partir des années 1390 et choisit très clairement le parti bourguignon. En 1410, à Paris, on voit ainsi Aleaume à la tête d'une compagnie de 9 écuyers et 8 archers faisant partie du contingent du comte de Saint-Pol qui renforce l'armée de Jean sans Peur contre les Armagnacs.
Comme d'autres seigneurs bourguignons et de nombreux autres membres de sa famille, dont son cousin Lyonnel de Bournonville, Aleaume de Bournonville combat dans les rangs français à la bataille d'Azincourt le 25 octobre 1415. Il y est tué, comme deux autres hommes de son lignage. Pour les Bournonville comme pour une grande partie de la noblesse française, Azincourt est une hécatombe.
Aleaume de Bournonville meurt sans postérité. Son héritage passe à son neveu Antoine de Bournonville, fils d'Enguerrand de Bournonville.

## Héraldique
La famille porte les armoiries suivantes : De sable au lion d'argent. Les Bournonville ont probablement adopté ces armes après le mariage de Jean II de Bournonville avec Mahaut de Fiennes. En effet, elles sont l'exacte inversion de celles du frère de Mahaut, Robert de Fiennes.
Aleaume porte ces armes avec pour supports un homme sauvage à dextre et un griffon à senestre. Son blason est timbré d'un heaume portant un cimier formé de deux cornes encadrant un oiseau.
Les armes figurant un lion couronné avec la queue fourchue en sautoir n'ont été adoptées par les Bournonville qu'au début du XVIIe siècle.